# Blassspötter
Der Blassspötter (Iduna pallida, Syn.: Hippolais pallida) ist ein Singvogel aus der Familie der Rohrsängerartigen (Acrocephalidae). Er ist ein Brutvogel Südosteuropas, des Nahen Ostens, Zentralasiens und in Teilen Nordafrikas, dessen nördliche Populationen Zugvögel sind, die afrikanischen meist Standvögel.
Das Artepitheton kommt von lat. pallidus, was „bleich“ oder „blass“ bedeutet.

## Beschreibung

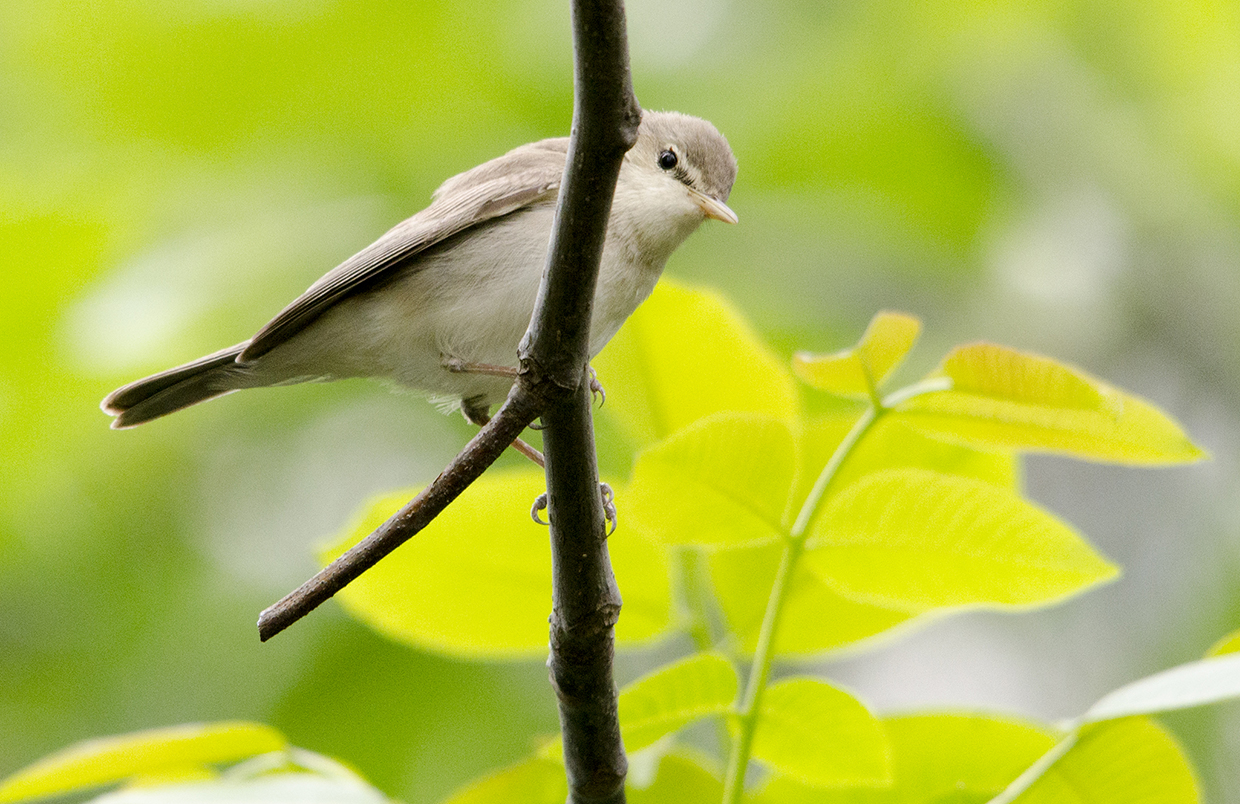
Blassspötter (ssp. elaeica)

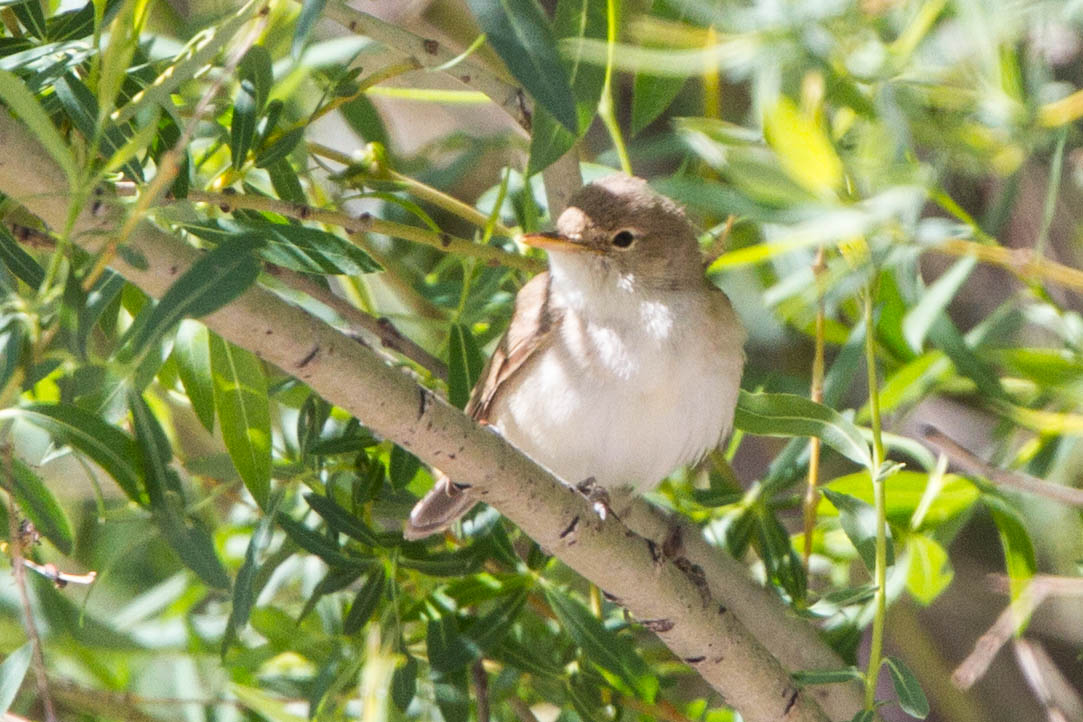
Blassspötter (ssp. reiseri)

### Aussehen
Der blass graubraun gefärbte Blassspötter ist mit einer Größe von 11,5–13 cm ein relativ kleiner und schlanker Singvogel; es besteht kein Sexualdimorphismus. Alle Unterarten haben einen schwachen Überaugenstreif und manchmal ein helles Flügelfeld. Der Schnabel ist lang und dünn und hat gerade oder leicht konkave Seiten mit einer leicht abwärts gebogenen Spitze; er ist oben dunkel hornfarben und unten blass rosa-gelb. Die Beine sind dunkelgraubraun mit einem rosafarbenen Anflug.
Bei der südosteuropäischen und vorderasiatischen Unterart I. p. elaeica ist die flache Kopfoberseite, der Nacken, der Mantel und die Schultern graubraun mit olivfarbenem Anflug. Der Rücken und die Oberschwanzdecken sind ähnlich gefärbt, allerdings etwas gelblichbrauner. Die Schwanzfedern sind dunkelgraubraun und außen etwas blasser gefärbt. Die Unterschwanzdecken sind cremeweiß. Brust, Bauch und Kloake sind innen weiß mit gräulichem Anflug, wohingegen die Brustseiten und Flanken eine dumpfe, warme, gräulich-gelbbraune Tönung aufweisen. Die Flügeldecken sind graubraun und weisen sandgraue Federsäume und -spitzen auf. Die Alula und die Schwungfedern sind dunkelgraubraun und weisen daher einen schwachen Kontrast zum Rest der Flügel auf, sodass ein schwaches Flügelfeld erkennbar ist. Der schmale, aber recht klar erkennbare Überaugenstreif ist von cremefarbener bis gelbbrauner Farbe und reicht von der Schnabelbasis bis zum Auge, das von einem deutlichen, aber dünnen Ring umgeben ist und deren Iris dunkelbraun ist. Die Zügel sind blass gelbbraun und verschmelzen daher mit dem Überaugenstreif. Vor und hinter dem Auge befinden sich manchmal dunkle Flecken, die allerdings nicht die Ausmaße eines Augenstreifs annehmen. Die Ohrdecken und Nackenseiten sind einfarbig gräulichbraun und bilden im Normalfall einen deutlichen Kontrast zu den helleren Wangen. Das Kinn und die Kehle sind von cremeweißer Farbe.
Die nordafrikanische Unterart I. p. reiseri ist sehr klein und oberseits, insbesondere in der Kopfregion, etwas sandfarbener. I. p. laenini aus Zentralafrika ist ebenfalls recht klein, kurzschnäbelig sowie -schwänzig. Die ägyptische Nominatform I. p. pallida ist auch relativ klein, aber dunkler und kurzschwänziger als die beiden zuvor genannten Unterarten.
Jungvögel sind oberseits gelbbräunlicher mit weniger Grautönen gefärbt. Außerdem sind der Überaugenstreif und die Unterseite wärmer. Die Federsäume und -spitzen auf den Schwungfedern sind breiter und das blasse Flügelfeld bildet keinen so starken Kontrast.

### Stimme
Der laute und energische Gesang, der vom Männchen häufig von einem freien Ansitz wie einer Buschspitze oder beim Singflug vorgetragen wird, erinnert an Rohrsänger, insbesondere an den Teichrohrsänger, der Einstieg ist allerdings etwas schneller und der Klang ist insgesamt etwas melodiöser. Die 2–5 s langen Strophen bestehen aus schnatternden Tönen und es sind einige weichere Töne eingebaut. In der Tonhöhe steigen sie zunächst und fallen zum Ende hin wieder ab. Sie werden bis zu 30 s lang ununterbrochen wiederholt. Auch außerhalb der Brutgebiete, insbesondere in den afrikanischen Winterquartieren und auf dem Frühjahrszug, wird der Gesang vorgetragen, allerdings in einer abgeschwächten Version, die etwas leiser, abschweifender und nicht so repetitiv klingt.
Bei der Unterart I. p. opaca ist der Gesang am lautesten und grellsten und er wird ständig von Rufen unterbrochen. Bei I. p. elaeica hat er einen kratzenden Klang und enthält viele Imitationen, weswegen er dem des Gelbspötters ähnelt. Bei I. p. reiseri klingt er relativ schwach, dünn und eintönig.
Die Rufe sind ein kurzes, scharfes „tack“, das oft nach der Paarbildung in der Brutzeit oder von nahrungssuchenden Vögeln im Winter konstant wiederholt wird, ein sperlingsartiges Geklapper und ein kurzes „tick-tick-tick“ oder „trrt-trrt-trrt“, was als Alarmruf häufig in Nestnähe zu hören ist.

### Artabgrenzung
Es besteht eine große Ähnlichkeit zum Teichrohrsänger, der allerdings einen wärmeren Grundton, einen runderen Vorderkopf und einen helleren Überaugenstreif hat, dieser reicht zudem fast bis zu den Ohrdecken und nicht wie beim Blassspötter nur bis zu den Augen. Vom Busch- und Steppenspötter kann man den Blassspötter durch den schwächeren, kürzeren Überaugenstreif, den dunklen Augenstreif, den größeren und breiteren Schnabel ohne dunkle Spitze und die blassere Unterseite mit stärkerer gräulicher Tönung auf Brustseiten und Flanken. Außerdem schlägt er beim Rufen seinen Schwanz abwärts, wohingegen Busch- und Steppenspötter höchstens eine leichte zuckende Bewegung zeigen. Am schwierigsten ist die Unterscheidung jedoch vom Isabellspötter, mit dem der Blassspötter früher als konspezifisch angesehen wurde, zur Abgrenzung von diesem siehe dort.

### Verhalten
Der Blassspötter ist ein aktiver und rastloser Vogel mit bedächtiger und bestimmter, meist horizontaler Bewegungsweise, der zwar außer am Ende der Brutzeit und auf dem Zug nicht sehr scheu ist, sich aber häufig in Vegetation versteckt, sodass die Beobachtung schwierig ist. Bei der Nahrungssuche in Busch- oder offenen Baumkronen wippt er unter gleichzeitigen Rufen mit seinem Schwanz ständig abwärts, was ihn von anderen Spöttern abhebt; beim Singen zeigt er dieses Verhalten hingegen nicht. Bei Aufregung stellt er Kopf- und Nackenfedern auf. Der Flug wirkt souverän, aber schwerfällig mit flatterndem Flügelschlag (ähnlich dem Teichrohrsänger), ist aber nicht so flüssig wie bei langflügeligen Spötterarten. Beim Singflug steigt er zunächst senkrecht auf und gleitet dann mit einem Richtungswechsel auf ausgestreckten Flügeln diagonal zu einem neuen Ansitz herab. Der Blassspötter ist im Allgemeinen ein einzelgängerischer Vogel und meist einzeln oder paarweise zu sehen, nur Durchzügler in Afrika schließen sich manchmal nahrungssuchenden, auch interspezifischen Gruppen an.

## Verbreitung und Wanderungen

Verbreitung des Blassspötters:
Brutgebiete
Ganzjähriges Vorkommen
Migration
Überwinterungsgebiete

Die Unterart I. p. elaeica hat ein großes Verbreitungsgebiet in Südosteuropa und Südwestasien. Häufig kommt sie an der Westküste des Schwarzen Meeres, in Bulgarien und Rumänien, auf der Balkanhalbinsel, in Griechenland einschließlich Inseln, sowie auf Zypern vor, seltener in Slowenien und Südungarn. Außerhalb Europas erstrecken sich die Brutareale von der Türkei über Südgeorgien, Armenien, Aserbaidschan und den Küsten des Kaspischen Meeres bis nach Irak, Iran, Nordafghanistan, Turkmenistan, Usbekistan und Südkasachstan. Außerdem kommt diese Unterart in Syrien, Jordanien, Israel und lokal auf der mittleren und östlichen Arabischen Halbinsel. Als Brutvogel tritt sie oft in hohen Dichten auf. Sie ist ein Langstreckenzieher, der vom Südtschad, Zentralsudan und Eritrea bis zur nordöstlichen Demokratischen Republik Kongo, nach Uganda, Kenia, Südwest-Somalia und Nordtansania überwintert. Eine geringe Individuenzahl überwintert außerdem an den Küsten der Arabischen Halbinsel. Auf dem Zug von Juli bis November und von März bis Mai ist die Unterart im Iran, Irak, auf der Arabischen Halbinsel, in Nordost- sowie Ostafrika anzutreffen. Dabei werden mediterrane Regionen eher gemieden.
Die Nominatform I. p. pallida brütet innerhalb Ägyptens und des Nordsudans im Nildelta und -tal, im Bereich des Suezkanals und in Wüstenoasen. Sie ist ein Kurz- bis Mittelstreckenzieher und überwintert im Zentral- und Südsudan, Eritrea sowie Nordäthiopien, seltener südlich bis nach Kenia.
I. p. reiseri ist ein Brutvogel in Südost-Marokko und in algerischen Oasen südlich des Atlas-Gebirges, vermutlich auch in Mauretanien, Nordsenegal, Südtunesien und Teilen Libyens. Die Unterart ist im Süden des Verbreitungsgebietes wohl mehrheitlich ein Standvogel, außerhalb der Brutzeit ist sie jedoch auch in Südmali festgestellt worden. Die nördlicheren Populationen sind hingegen klassische Teilzieher oder Kurzstreckenzieher.
I. p. laenini kommt in Nordnigeria, Südniger, rund um den Tschadsee sowie an einer Stelle im Westsudan vor und ist ein Standvogel. Weitere Populationen aus Nordwestniger und Nordtschad werden einer intermediären Form zwischen dieser und der zuvor genannten Unterart I. p. reiseri zugeordnet.
I. p. alulensis schließlich brütet küstennah in Nordsomalia entlang des Roten Meeres und wurde auch im Sudan, in Dschibuti, Jemen und Saudi-Arabien nachgewiesen.
Als Irrgast wurde der Blassspötter in Europa bislang (Stand: 2008) einmal in Island, achtmal in Großbritannien, dreimal in Frankreich, einmal in Belgien, dreimal in Deutschland, einmal in Dänemark, dreimal in Schweden, einmal in Norwegen sowie dreimal in Finnland nachgewiesen.

## Lebensraum
Man findet diese Art in warmen, trockenen Habitaten, beispielsweise in buschbewachsenen Flusstälern mit vereinzeltem Baumbewuchs, an mit Gestrüpp bewachsenen Hängen, auf landwirtschaftlich genutzten Flächen bis hin zu Steppen und Halbwüsten, dann aber bevorzugt in Wassernähe, in Höhen von bis 1900 m. Insbesondere werden Gärten (in Ägypten auch in Vororten oder mitten in der Stadt), Obstplantagen, Olivenhaine, Akaziendickichte, Tamariskengruppen, Macchie mit Zistrosen, Ränder von Röhrichten, Mangroven, Ufervegetation entlang von Flüssen sowie Palmengärten in Oasen der Sahara bewohnt. Manchmal halten sich Blassspötter in Büschen der Gattung Balanites oder in den flachen Kronen von Akazien auf. Im Winterquartier ist die Art in Au- und Sumpfwäldern anzutreffen, Akaziensteppe wird hingegen eher gemieden.

## Fortpflanzung

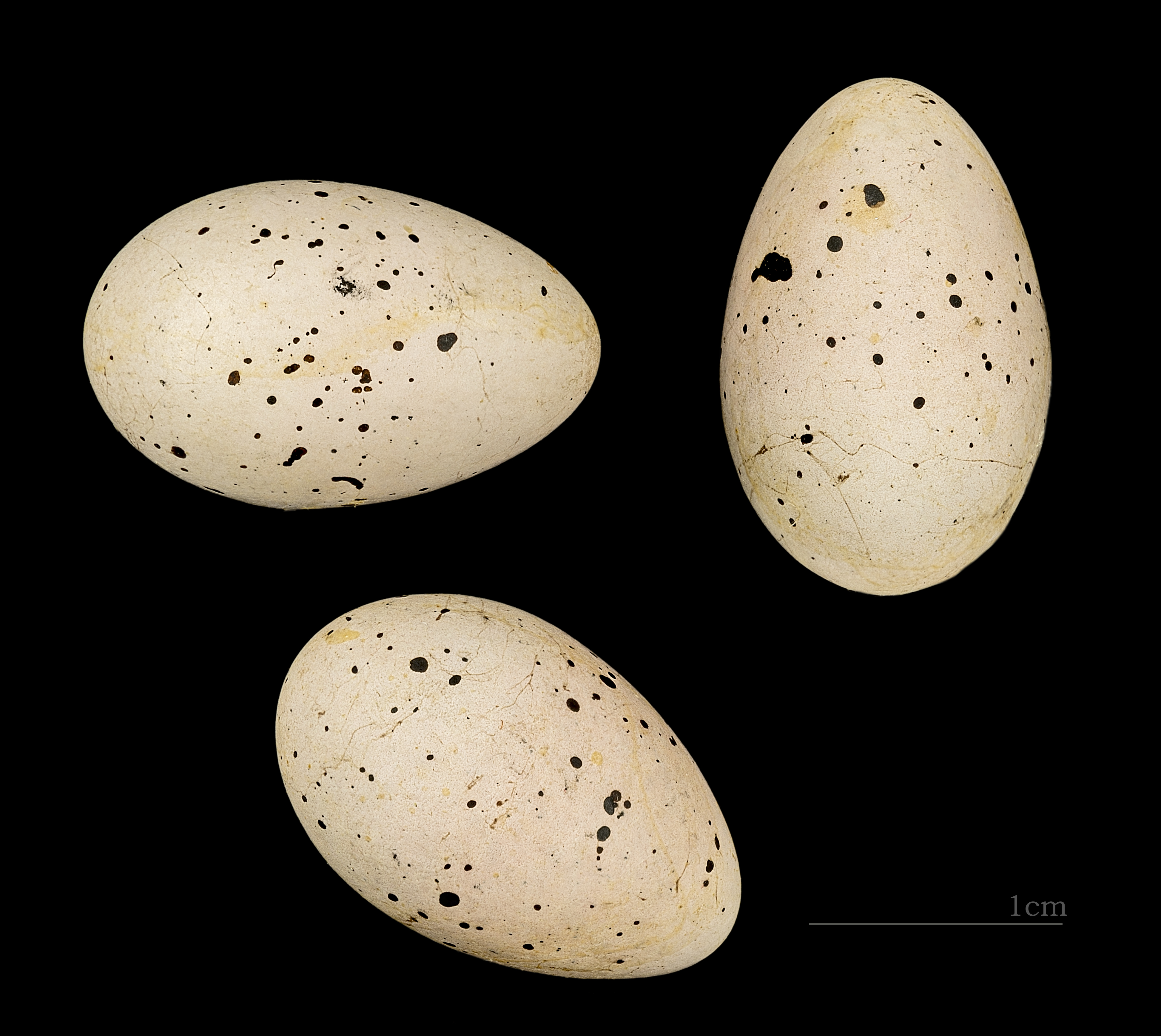
Eier von I. p. elaeica

Der Blassspötter ist ein territorialer Vogel, der gerne lose Brutkolonien bildet. Das becherförmige Nest wird in einem Baum, einer Kletterpflanze oder einem Busch errichtet und befindet sich mindestens 1 m über dem Boden, selten in bis zu 9 m Höhe. Es besteht aus kleinen Zweigen, Gräsern und Stängeln und wird mit Haaren und Würzelchen ausgekleidet. Bei der Unterart I. p. elaeica beginnt die Brutzeit im späten Mai oder Juni, bei den afrikanischen Unterarten dauert sie meist von April bis Juni; es gibt meist zwei Jahresbruten. Das Gelege besteht aus 3–4 Eiern, seltener auch aus 2 oder 5; bei der ägyptischen Nominatform ist die Gelegegröße durchschnittlich kleiner als bei europäischen Vögeln. Das Weibchen übernimmt größtenteils das Ausbrüten, was 11–13 Tage in Anspruch nimmt. Dann dauert es noch einmal 11–15 Tage, bis die Jungen flügge werden.

## Systematik und Taxonomie
Die Art wurde von Friedrich Wilhelm Hemprich und Christian Gottfried Ehrenberg im Jahr 1833 als Curruca pallida erstbeschrieben. Die Terra typica ist am Nil in Ägypten. Lange wurde sie in die Gattung der Spötter (Hippolais) gestellt, im Jahr 2009 wurde sie allerdings aufgrund genetischer Analysen von Fregin et al. in die Gattung Iduna transferiert.
Die Art wurde als konspezifisch mit dem Isabellspötter betrachtet; sie wurde jedoch in den 2000er-Jahren aufgrund von Differenzen in Morphologie, Stimme, Verhalten und Genetik abgetrennt. Außerdem scheint es zwischen dem Isabellspötter und der parapatrischen Unterart I. p. reiseri des Blassspötters keine Hybridisation zu geben.
Es sind folgende fünf Unterarten bekannt, zu ihrem Vorkommen siehe Abschnitt Verbreitung und Wanderungen, zu ihrer Unterscheidung siehe Abschnitt Beschreibung.
- Iduna pallida elaeica (Lindermayer, A, 1843)
- Iduna pallida reiseri (Hilgert, 1908)
- Iduna pallida pallida (Hemprich & Ehrenberg, 1833)
- Iduna pallida alulensis (Ash, Pearson, DJ & Bensch, 2005)
- Iduna pallida laeneni (Niethammer, 1955)

## Gefährdungssituation und Bestand
Die Art wird wegen des sehr großen Verbreitungsgebietes von etwa 18.700.000 km² und der stabilen Bestände von 21,7 bis 43,6 Millionen adulten Vögeln in der Roten Liste der IUCN als nicht gefährdet (Least Concern) eingestuft. Die europäischen Populationen umfassen etwa 6,5 bis 13,1 Millionen adulte Individuen und machen damit etwa 30 % des Gesamtbestands aus. Als Bedrohungen werden Habitatverlust und -degradation durch Kahlschlag und Abbrennen von Büschen, Gehölz und Hecken sowie durch Trockenlegung zugunsten der Landwirtschaft, Pestizideinsatz und Dürren in den afrikanischen Winterquartieren genannt.